# Vöröss István
Vöröss István (Budapest, 1922. február 5. – Hódmezővásárhely, 1947. március 29.) magyar költő, műfordító.

## Életpályája
Szülei Vörös Zsigmond és Vörös Ilona voltak. Korán megözvegyült édesanyjával 1930-ban Hódmezővásárhelyre költözött. Gyerekkorában idegrendszeri megbetegedésben szenvedett (gyermekparalízis), ezért fokozatosan megbénult, majd ennek szövődményeiben halt meg. 1932-től tolókocsival közlekedett. 1936-ban jelent meg első verseskötete (Papírsárkány). 1940-ben érettségizett a Bethlen Gábor Református Gimnáziumban.
Diákként a Délsziget című irodalmi lapot szerkesztette. Költői tehetségéről tanúskodnak kiadott versei és nagyrészt kiadatlan drámái.
Halálát egy heves zivatar során szerzett tüdőgyulladás okozta. A Kincses temetőben nyugszik.

## Művei
- Papírsárkány (versek, Hódmezővásárhely, 1936)
- Üvegpohár (versek, Hódmezővásárhely, 1937)
- Tű hegyén (versek, Pápa, 1943)

## Emlékezete
2003. január 24-én a Bethlen Gábor Református Gimnázium pantheonjában felavatták domborművét, és egykori – Vajda utcai – lakásuk falán az emléktábláját.